# Charles Dickens
Charles Dickens (Landport, Portsea, 7. veljače 1812. – Gads Hill, 9. lipnja 1870.), engleski književnik i pripovjedač.
Bio je drugo od osmero djece. Dok je još bio dijete, otac mu je zbog dugova dospio u londonski dužnički zatvor Marshalsea, pa je u 12. godini prekinuo redovno školovanje i počeo raditi kao pomoćnik u tvornici laštila, a potom i kao odvjetnički pisar i novinski izvjestitelj. Godina 1836. značajna je u piščevu životu; početkom godine izlazi mu prva knjiga, Bozove skice, u kojoj je sabrao sve književne tekstove što ih je do tada napisao. Iste godine ženi se Catherinom Hogarth, kćerkom svoga prijatelja i novinskoga kolege. Izašao mu je i prvi mjesečni sveščić Posmrtnih spisa Pickwickova kluba, izvanrednog humorističnog romana koji je nastao kada je Dickens pristao napisati tekstove uz crteže karikaturista Seymoura o zgodama i nezgodama jednog sportskog kluba. Ovaj će roman u nastavcima autoru donijeti slavu.
Dickens je slikar engleskog srednjeg i nižeg građanskog staleža i osnivač socijalnog romana. Njegova djela odražavaju sklonost humoru i satiri, ali i primjesama romantičnog i sentimentalnog.

## Rani život
Rođen je 07. veljače 1812. u Landportu, Portsea, kao drugo od osmero djece Johna i Elizabeth Dickens. Otac mu je bio činovnik. Ubrzo nakon Charlesova rođenja obitelj se seli u Norfolk Street, Bloomsbury, te kada mu je bilo četiri godine u Chatham, pa u Kent, gdje je boravio sve do dobi od 11. Puno vremena je provodio vani, ali je i vrlo rado čitao, naročite romane Tobias Smolletta i Henry Fielding. Kratko vrijeme u kome je otac radio kao činovnik u mornaričkom uredu za plaće (engl. "Navy Pay Office"), školovao se u privatnim školama. 
Njegovo školovanje u privatnim školama naglo je prekinuto, zbog financijski problema u obitelji zbog kojih se obitelj preselila iz Kenta u Camden Town u London 1822. Sklon životu iznad svojih mogućnosti John Dickens je zatvoren zbog dugova u Southwarku u Londonu 1824. Ubrzo su s njime zatvorena njegova supruga i najmlađa djeca, kao što je bio običaj u to vrijeme. Charles tada star 12 godina dodijeljen je obiteljskoj prijateljici Elizabeth Roylance u Camden Townu. Kasnije je stanovao na tavanu kuće agenta za insolvenciju Archibald Russella. Oboje su mu kasnije poslužili kao predlošci za likove.
Nedjelje je sa sestrom Frances, kada je bila slobodna od obaveza na Kraljevskoj glazbenoj akademiji, provodio u zatvoru Marshalsea. Da bi platio svoj smještaj i pomogao obitelji bio je primoran napustiti školu te raditi po 10 sati na dan u tvornici ljepeći naljepnice na posude crnila za cipele, za 6 šilinga tjedno. Teški, a često i okrutni radni uvjeti ostavili su trajan trag na Dickensu što je kasnije utjecalo na njegove romane i eseje, te postalo osnova za njegov interes u socioekonomsku reformu i uvjete rada. 
Nakon nekoliko mjeseci u zatvoru Marshalsea, preminula je Elizabeth Dickens, baka John Dickensa po ocu i ostavila mu imetak od 450 £. Zbog preuzimanja John je pušten iz zatvora. Podmirivši svoja dugovanja, obitelj Dickens napustila je zatvor. 
Iako je Charles počeo pohađati školu Wellington House Academy u sjevernom Londonu, majka ga nije odmah izvukla iz tvornice. Taj događaj razvio je kod Dickensa osjećaj da bi očevi morali vladati obitelji, dok bi majke svoj dio utjecaja trebale zadržati unutar doma. Odbijanje njegovog zahtjeva da se vrati iz tvornice bio je značajan faktor u njegovom odnosu prema ženama. Pravednički gnjev prema situaciji i uvjetima u kojima je radna klasa ljudi živjela postala je glavna tema njegovih djela. 
Radio je u pravnom urednu odvjetnika Ellisa i Blackmorea, kao mlađi činovnik od svibnja 1827. do studenoga 1828. Tada je napustio ured i postao izvjestitelj. Dalji rođak Thomas Charlton, bio je izvjestitelj na sudu engl. "Doctors' Commons" (građanski sud), te je Dickens s njime dijelio mjesto, te pisao četiri godine izvještaje sa suda. Ova iskustva prenio je u svojim djelima (romani "Nicholas Nickleby", "Dombey and Son", te posebno "Bleak House"), te u njima prikazao makinacije i birokraciju pravnog sustava širem broju ljudi, te prenio svoje stavove o teškom teretu koje čeka siromašne ljude ako su primorani ići na sud.   
Godine 1830., Dickens je upoznao svoju prvu ljubav, Mariu Beadnell, za koju se smatra da je bila model za lik Dore u romanu "David Copperfield". Marijini roditelji nisu odobrili udvaranje, te su Mariju poslali na školovanje u Pariz što je prekinulo vezu.

## Novinarstvo i rani romani
Godine 1832., u dobi od 20 godina, Dickens je bio energetičan, pun dobrog humora, uživao u popularnim zabavama, bez jasne vizije što bi želio postati, ipak je znao da želi biti slavan. Privlačilo ga je kazalište, te je uspio dobiti audiciju u Covent Garden, za koju se je dobro pripremio, ali je i propustio zbog prehlade, čime su prekinute aspiracije o karijeri na pozornici. 
Godinu dana kasnije predao je svoju prvu priču "A Dinner at Poplar Walk" u londonski časopis "Monthly Magazine". Stanovao je u iznajmljenoj sobi u prenoćištu "Furnival's Inn", postao novinar koji prati politiku, izvještavajući s parlamentarnih rasprava i putujući Britanijom prateći izborne kampanje za novine "Morning Chronicle".
Njegovo novinarstvo u obliku crtica u časopisima, oblikovano je u njegovu prvu zbirku djela engl. "Sketches by Boz" 1836. (Boz je bio njegov obiteljski nadimak koji je koristio kao pseudonim). Dickens je navodno pseudonim preuzeo od nadimka Moses koji je on dao najmlađem bratu Augustusu Dickensu, prema liku iz djela Olivera Goldsmitha engl. "The Vicar of Wakefield". Kada je netko prehlađen htio izgovoriti "Moses" izgovorio bi "Boses", što je kasnije skraćeno u "Boz". Naime Dickens je korišteno u to vrijeme u smislu engl. "What the Dickens!" u kojem Dickens zamjenjuje riječ "devil", što bi se moglo prevesti na hrv. kao "Koga vraga!" (prvi je to koristio Shakespeare u komediji "Vesele žene windsorske"). Koristilo se i u frazi engl. "to play the Dickens" (kao "to play havoc/mischief") što bi se na hrv. moglo prevesti kao "biti nestašan/podmukao". Časopisima je pisao i uređivao ih do kraja života.
Nakon uspjeha skica izdavač "Chapman and Hall" ponudili su Dickensu da piše tekst uz ilustracije Roberta Seymoura u mjesečniku. Nakon drugog izdanja Seymour je počinio samoubojstvo, te je Dickens zaposlio Hablot Knight Browne (Phiz) da radi ilustracije. Iz te suradnje nastao je roman "The Pickwick Papers" koji se izdavao u nekoliko poglavlja mjesečno, te je u zadnjem nastavku prodan u 40000 kopija. 
U studenom 1836. Dickens je prihvatio radno mjesto urednika u "Bentley's Miscellany", koje je radio tri godine dok se nije posvadio s vlasnikom. Godine 1836. kada je izdao zadnji nastavak Pickwicka počeo je raditi dijelove "Oliver Twista", uz sav posao u Bentleyu koji je obuhvaća pisanje četiri predstave i nadgledanje njihove produkcije.
"Oliver Twist", objavljen 1838. postao je jedna od bolje poznatih Dickensovih priča, koje se je dobro adaptirala za kazalište, te je bila prvi viktorijanski roman u kojem je dijete bilo glavni lik.
Dana 02. travnja 1836. oženio je Catherine Thomson Hogarth (1816–1879), kćerku George Hogartha, urednika "Evening Chronicle". Nakon kratkog medenog mjeseca u Chalk, Kent, vratili su se u Furnival's Inn. U siječnju 1837. dobio je prvo od desetero djece, sina Charleya, a nekoliko mjeseci kasnije obitelj se smjestila u Bloomsburyu, na adresi 48 Doughty Street, London (Charles je imao trogodišnji najam za 80 £ godišnje, od 25. ožujka 1837. do prosinca 1839.). Dickensov mlađi brat Frederick i Catherinina 17-godišnja sestra Mary doselili su k njima. Dickens se vrlo vezao uz Mary, koja je preminula u njegov naručju nakon kratke bolesti 1837. Dickens je Mary idealizirao, te se smatra da su prema njoj stvoreni kasniji opisi likova Rose Maylie, Little Nell i Florence Dombey. Njegova tuga je bila tolika velika da je zakasnio s pisanjem lipanjskih odlomaka Pickwick Papers i morao je otkazati nastavke Oliver Twista za taj mjesec.
U isto vrijeme se je nastavio njegov uspjeh s djelima "Nicholas Nickleby" (1838–39), "The Old Curiosity Shop" i "Barnaby Rudge: A Tale of the Riots of 'Eighty" kao dio "Master Humphrey's Clock" serije (1840–41) - koji su se izdavali u nastavcima, a kasnije su izdani kao knjige.

## Prvi posjet SAD-u
Godine 1840. sa suprugom je prvi puta posjetio SAD i Kanadu. U to vrijeme još jedna mlađa sestra njegove supruge Catharine,  Georgina Hogart, uselila se kako bi brinula o mladoj obitelji dok su roditelji na putu. S njima je ostala sve do Dickensove smrti. 
Svoja zapažanja i dojmove zabilježio je u putopisu engl. "American Notes for General Circulation". U djelu je u nekoliko navrata oštro osudio robovlasništvo, koje je i ranije napao u djelu "The Pickwick Papers". U New Yorku se zadržao mjesec dana, te je držao brojna predavanja. Često je postavljao i pitanje međunarodnog prava o autorstvu zbog svojih djela koja su objavljivana u američkim novinama. Po povratku u Englesku počeo je raditi na svojim božićnim pričama (1843. napisao je "A Christmas Carol", 1844. "The Chimes", a 1845. "The Cricket on the Hearth").
Nakon što je kratko živio u Italiji (1844), putovao je u Švicarsku (1846) gdje počeo raditi na djelu "Dombey and Son" (1846–48). To djelo i "David Copperfield" (1849–50) učinili su značajan umjetnički biljeg u Dickensovoj karijeri i njegovi romani postali su ozbiljniji u temi i brižnije planirani od ranijih djela.

## Čovjekoljublje
U svibnju 1846. Angela Burdett Coutts, nasljednica bogatstva bankarske obitelji Coutts, predložila je Dickensu izgradnju prihvatilišta za "posrnule žene" (prostitutke) iz radne klase. Iako je prvotno odbio, Dickens je osnovao utočište "Urania Cottage" kojim je upravljao deset godina.

## Srednje godine
U studenom 1851. Dickens se preselio u engl. "Tavistock House" gdje je napisao "Bleak House" (1852–53), "Hard Times" (1854) i "Little Dorrit" (1857).
U novom domu zabavljao se amaterskim kazalištem. Godine 1856. njegova primanja od pisanja bila su dovoljna da kupi "Gad's Hill Place" u Highamu, Kent, gdje je kao dijete često prolazio i sanjao da će jednom živjeti na takvom mjestu. Neki događaji iz Shakespeareova "Henry IV", prvi dio, odvijala su se na tome mjestu što je Dickensa također veselilo.
Godine 1857. Dickens je unajmio profesionalne glumice za predstavu "The Frozen Deep" koju je napisao njegov štićenik Wilkie Collins. Dickens se je zaljubio u jednu od njih. Ljubav prema Ellen Ternan trajala je do kraja života. Dickens je bio star 45 godina, dok je Ternan imala 18 kada se je Dickens 1858. odlučio odvojiti od supruge, što je po tadašnjim viktorijanskim konvencijama bilo vrlo neprimjereno, dok je razvod bio nezamisliv. Kada je Catherine otišla iz doma povela je jedno dijete, supruga nije više nikada vidjela, a djecu je povjerila sestri Georgini koje odlučila ostati u Gad's Hillu.
U to vrijeme iako se premišljao o javnim čitanjima, Dickensa su iz jedne bolnice (Great Ormond Street Hospital) zamolili da sudjeluje u prikupljanju sredstava kako bi izvukao bolnicu iz financijske krize. Charles West, Dickensov prijatelj koji je bio u upravnom odboru bolnice, zamolio ga je za pomoć, na što je Dickens pristao, te svojim javnim čitanjima prikupio dovoljna sredstva da osigura financijsku stabilnost bolnice za duže vrijeme. Tako je npr. samo 9. veljače 1858. prikupio 3000 £. 
Nakon odvajanja od Catherine, Dickens je započeo niz vrlo popularnih turneja kroz Englesku, Škotsku i Irsku na kojima je čitao svoja djela, što je u sljedećem desetljeću zaokupilo veći dio njegove energije, te je u to vrijeme napisao samo dva romana. 
Važnija djela "A Tale of Two Cities" (1859) i "Velika očekivanja" ("Great Expectations" - 1861.) bila su veliki uspjeh. U to vrijeme bio je urednik, izdavač i autor u časopisima "Household Words" (1850–1859) i "All the Year Round" (1858–1870).
U rujnu 1860. u polju iz doma Gad's Hill, Dickens je naložio veliku lomaču u koje je spalio većinu pisama, preživjela su samo ona poslovne prirode. Kako je Ellen Ternan također spalila sva Dickensova pisma trajanje i dubina njihove veze nije poznata. Thomas Wright se je tijekom 1930-ih prisjetio da je Ternan možda imala ljubavnu vezu s Canonom Benhamom, a da je par imao i sina koji je umro kao novorođenče napomenula je Kate Perugini, Dickensova kćerka, u razgovoru pred smrt 1929., koji je objavljen. Dokazi ne postoje. Na smrti Dickens je odredio isplatu anuiteta za Ternan koji ju je učinio financijski neovisnom. U knjizi Claire Tomalin "The Invisible Woman", navodi se da je Ternan tajno živjela s Dickensom barem 13 godina. Knjiga je kasnije pretvorena u predstavu "Little Nell" autora Simona Graya. U to vrijeme Dickens je pokazivao pojačano zanimanje za paranormalno, te je postao jedan od prvih članova organizacije engl. "The Ghost Club".

## Kasne godine
Dana 9. lipnja 1865. na povratku iz Pariza s Ternan, vlak u kojem je Dickens putovao je sudjelovao u prometnoj nesreći. Prvih sedam vagona skliznulo je sa željeznog mosta koji je bio u popravku. Jedino je na tračnicama ostao vagon prvog razreda u kojem je bio Dickens. Prije nego što su stigli spasioci, Dickens je pomagao unesrećenima s vodom i brandyem. Prije odlaska sjetio se rukopisa za nedovršeno djelo "Our Mutual Friend" koje mu je ostalo u vagonu, te se vratio po njega. To iskustvo je kasnije iskoristio u kratkoj priči o duhovima "The Signal-Man", u kojoj glavni lik predosjeća vlastitu smrt u željezničkoj nesreći. Priča se bazira i na nekoliko prijašnjih željezničkih nesreća.
Dickens je uspio izbjeći da se pojavi pred istragom o nesreći, jer kako je putovao s Ternana i njenom majkom, to saznanje bi izazvalo skandal. Iako nije zadobio nikakve ozljede, Dickens se nikada nije oporavio od traume željezničke nesreće. Njegov rad se se sveo na završavanje započetog "Our Mutual Friend" i započinjanje nikad završenog "The Mystery of Edwin Drood".

## Drugi posjet SAD-u
Dana 09. studenoga 1867. Dickens je iz Liverpoola zaplovio na drugu američku turneju. 
Nakon što se iskrcao u Bostonu veći dio mjeseca posvetio je brojnim večerama s uglednicima kao što su npr. Ralph Waldo Emerson, Henry Wadsworth Longfellow i njegov američki izdavač James Thomas Fields.
U prosincu su započela čitanja, trebao je održati 76 nastupa uz zaradu od 19000 £, a trebala su trajati do travnja 1868. Turneja je bila naporna, te iako bolestan, uspio je održati čitanje, te 23. travnja isplovio na put kući.

## Oproštajna čitanja
Između 1868. i 1869. Dickens je organizirao turneju "oproštajnih čitanja" u Engleskoj, Škotskoj i Irskoj. Uspio je odraditi 75 od dogovorenih 100 čitanja. Zbog napada vrtoglavice i paralize, na savjet liječnika, turneju je otkazao 22. travnja 1869. Nakon što se dovoljno oporavio dogovorio je posljednji niz čitanja, kako bi nadoknadio sponzorima ono što su izgubili zbog prekida turneje. Zadnje čitanje u turneji bilo je u Londonu "St. James's Hall". Zadnji javni nastup mu je bio na banketu Kraljevske akademije u prisutstvu Prica i Princeze od Walesa, gdje je odao počast pokojnom prijatelju, ilustratoru Danielu Macliseu.

## Smrt
Dana 8. lipnja 1870. Dickens je u svome domu doživio još jedan moždani udar, nakon cijelog dana rada na djelu "Edwin Drood". Nije se osvijestio te je sljedećeg dana 9. lipnja, točno pet godina nakon željezničke nesreće preminuo. Suprotno željama nije pokopan u jeftinom, skromnom, i strogo privatnom pogrebu u katedrali u Rochesteru, već u Westminsterskoj opatiji.

## Djela
- "Oliver Twist",
- "David Copperfield",
- "Posmrtni spisi Pickwickova kluba",
- "Život i pustolovine Martina Chuzzlewita",
- "Staretinarnica",
- "Cvrčak na ognjištu",
- "Veliko očekivanje",
- "Božićna priča"
- Život našega Gospodina.